# Compsomyces lestevae
Compsomyces lestevae är en svampart som tillhör divisionen sporsäcksvampar, och som beskrevs av Roland Thaxter. Compsomyces lestevae ingår i släktet Compsomyces, och familjen Laboulbeniaceae. Arten är reproducerande i Sverige.